# Synagogenbezirk Hovestadt
Der Synagogenbezirk Hovestadt mit Sitz in Hovestadt, heute ein Ortsteil der Gemeinde Lippetal im Kreis Soest in Nordrhein-Westfalen, war ein Synagogenbezirk, der nach dem Preußischen Judengesetz von 1847 geschaffen wurde.
Dem Synagogenbezirk gehörten 1856 neben der jüdischen Gemeinde Hovestadt die Juden in der Bürgermeisterei Oestinghausen und den Dörfern Dinker, Eilmsen, Herzfeld, Ostinghausen, Vellinghausen und Weslarn an.